# Circuit de Jerez
El Circuit de Jerez, anomenat oficialment des del 2018 Circuito de Jerez – Ángel Nieto i anteriorment, Circuito Permanente de Jerez, és un circuit de curses de 4,428 km situat a prop de Jerez de la Frontera, 90 km al sud de Sevilla i al mig de la regió productora de xerès del sud d'Espanya.

## Història

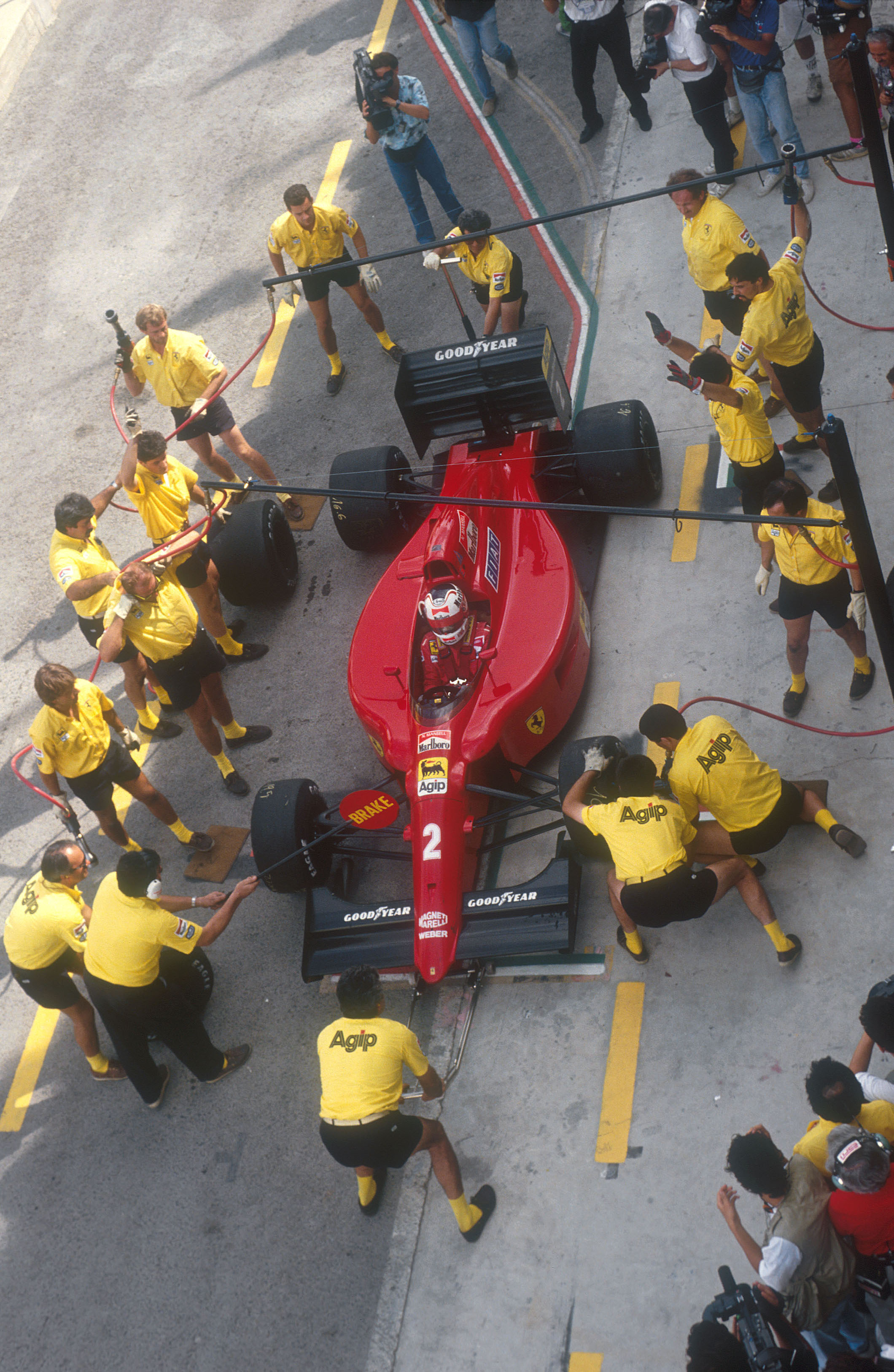
Nigel Mansell al GP d'Espanya de 1990, el darrer disputat a Jerez

El projecte de construcció d'un circuit a la zona de Jerez va ser liderat per l'enginyer espanyol Manuel Medina Lara a partir d'una idea preliminar d'Alessandro Rocci. Inaugurat el 8 de desembre de 1985, el circuit va acollir el 1986 la primera cursa internacional de motociclisme al març i el Gran Premi d'Espanya de Fórmula 1 a l'abril. La ubicació relativament remota del circuit va dificultar-hi l'afluència d'espectadors, tot i que se n'hi poden encabir fins a 125.000. A causa d'això, la Fórmula 1 es va traslladar al Circuit de Catalunya després de la cursa de 1990.
A causa de la celebració del Gran Premi d'Europa el 1994, es va crear una nova xicana (el revolt Senna) a l'angle on Martin Donnelly va tenir un accident que va acabar amb la seva carrera durant la classificació per al Gran Premi d'Espanya de 1990. Jerez també va acollir el Gran Premi d'Europa de 1997, on es va decidir el campionat entre Michael Schumacher i Jacques Villeneuve quan tots dos van xocar durant la cursa. El títol fou finalment per a Villeneuve. Durant la cerimònia de lliurament de trofeus al podi, l'alcalde de Jerez, Pedro Pacheco, va interrompre les celebracions presentant un trofeu que havia de ser lliurat per un directiu de Daimler-Benz. Aquest incident va provocar que el circuit fos apartat del calendari del campionat i des d'aleshores no ha tornat a acollir cap altre Gran Premi de Fórmula 1, tot i que es va continuar fent servir per a les proves d'hivern fins al 2015.
El circuit també ha estat seu del Gran Premi d'Espanya de motociclisme de forma ininterrompuda des de 1987, cosa que el converteix en el circuit del mundial de velocitat amb més Grans Premis consecutius celebrats. El 1988, però, la cursa es va anomenar Gran Premi Expo 92 i va substituir el Gran Premi de Portugal, cancel·lat, mentre que aquell any el Gran Premi d'Espanya es va celebrar al circuit del Jarama per darrer cop.
Durant el 2005, la pista va ser reasfaltada. S'esperava que la Champ Car World Series s'hi celebrés el 2008, però el campionat es va cancel·lar a començaments d'any després de fusionar-se amb l'IndyCar Series. A començaments d'octubre del 2017, el circuit va acollir un esdeveniment autònom del campionat de Fórmula 2.

### Accidents mortals
Diversos pilots de motociclisme s'han mort a Jerez després de patir-hi accidents durant les curses:
- Javier Moreno s'hi va morir el 1990 a 21 anys
- Nobuyuki Wakai s'hi va morir l'1 de maig de 1993 a 25 anys
- Marcos Garrido s'hi va morir el març del 2019 a 14 anys
- Ismael Bonilla s'hi va morir el 5 de juliol de 2020 a 41 anys
- Dean Berta Viñales s'hi va morir el 25 de setembre de 2021 a 15 anys[8]

## Temps i clima

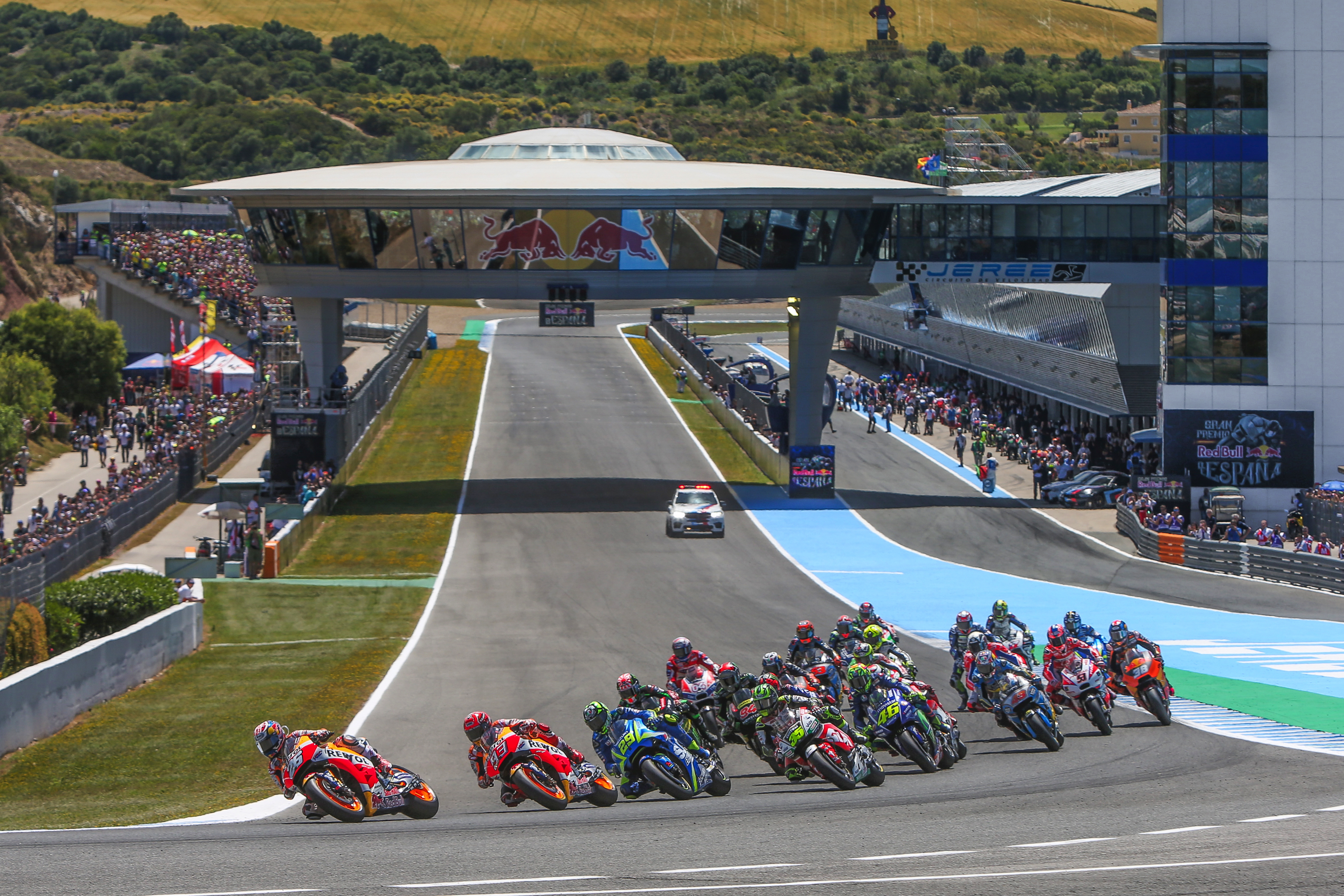
El Gran Premi d'Espanya del, disputat el 7 de maig

El circuit de Jerez es troba a prop de l'aeroport on hi ha l'estació meteorològica oficial de la ciutat. El lloc té un clima mediterrani d'estiu càlid (Csa Köppen) amb hiverns suaus i plujosos juntament amb estius calorosos de sequera pronunciada. Com a resultat, totes les curses de Fórmula 1 i de motociclisme a Jerez s'han celebrat durant les estacions més suaus, quan les condicions són més favorables. L'actual celebració del Gran Premi de motociclisme a començaments de maig ha reduït el risc de pluges en comparació amb la data anterior, a l'abril, a més de gaudir d'uns graus més de temperatura mitjana. Els Grans Premis de Fórmula 1 se celebraven a finals de tardor fins que es van suspendre.
Jerez acostumava a ser un dels principals llocs de proves d'hivern per a la Fórmula 1 i ho continua sent tant per al mundial de motociclisme com per al Campionat del Món de Superbike, en part a causa de les temperatures favorables a l'hivern que, fins i tot al gener, imiten les condicions potencials durant la temporada de curses més al nord d'Europa.

## Traçat

### Homenatges

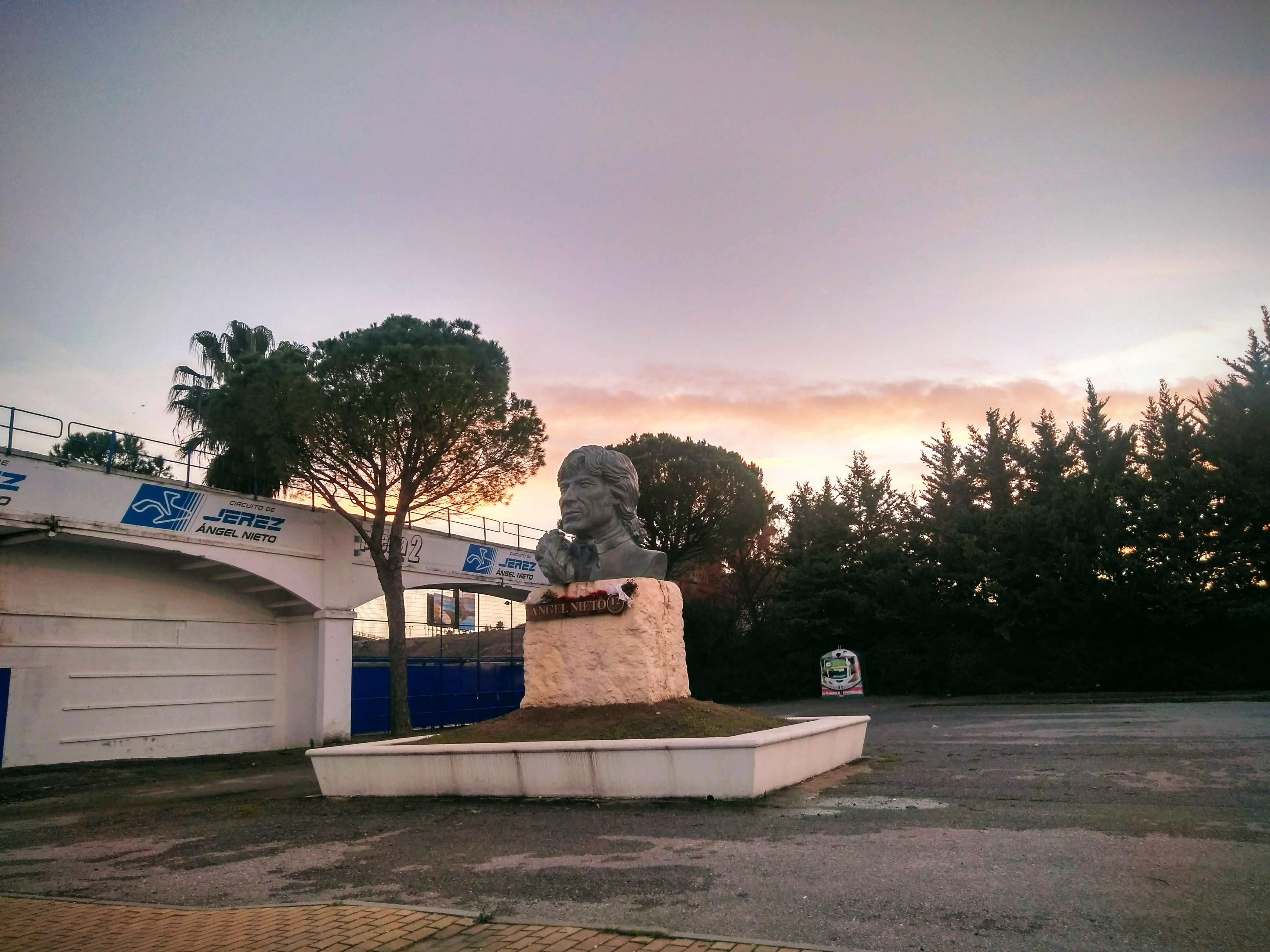
Monument a Ángel Nieto al circuit

- El 1992 es van eliminar quatre revolts del traçat per tal de crear el llarg revolt de dretes anomenat Curva Sito Pons.
- El 2 de maig de 2013 es va anunciar que l'últim revolt del circuit passaria a anomenar-se Jorge Lorenzo, aleshores quatre vegades campió del món (dues de 250cc i dues de MotoGP).[9]
- El 3 de maig de 2018, el circuit va ser rebatejat en honor a Ángel Nieto, que s'havia mort el 2017.[10]
- El 3 de maig de 2019, el sisè revolt (l'antiga Curva Dry Sack) va ser rebatejat en honor a Dani Pedrosa, tres vegades campió del món (una de 125cc i dues de 250cc) i tres vegades subcampió de MotoGP, que s'havia retirat el 2018.[11][12]

### Historial de configuracions
- Circuit de GP original (1985–1991)
- Circuit de motociclisme (1992–actualitat)
- Circuit de GP (1994–actualitat)

## Guanyadors de Grans Premis de F1 a Jerez
| Any  | Data           | Pilot Guanyador    | Equip Guanyador    | Resultats |
| ---- | -------------- | ------------------ | ------------------ | --------- |
| 1997 | 26 d'octubre   | Mika Häkkinen      | McLaren - Mercedes | Resultats |
| 1994 | 16 d'octubre   | Michael Schumacher | Benetton - Ford    | Resultats |
| 1990 | 30 de setembre | Alain Prost        | Ferrari            | Resultats |
| 1989 | 1 d'octubre    | Ayrton Senna       | McLaren - Honda    | Resultats |
| 1988 | 2 d'octubre    | Alain Prost        | McLaren - Honda    | Resultats |
| 1987 | 27 de setembre | Nigel Mansell      | Williams - Honda   | Resultats |
| 1986 | 13 d'abril     | Ayrton Senna       | Lotus - Renault    | Resultats |